# USS Missouri (BB-11)
USS Missouri (BB-11) – amerykański pancernik typu Maine. Był drugim okrętem United States Navy noszącym nazwę pochodzącą od 24 stanu. 
Budowę zatwierdzono 4 maja 1889. Stępkę położono 7 lutego 1900 w Newport News Shipbuilding & Drydock Company. Jednostkę zwodowano 28 grudnia 1901, matką chrzestną była pani Edson Galludet, córka senatora Francisa Mariona Cockrella z Missouri. Pancernik wszedł do służby 1 grudnia 1903, pierwszym dowódcą został komandor William S. Cowles.
Okręt został przydzielony do Floty Północnego Atlantyku i opuścił Norfolk 4 lutego 1904 na próby w pobliżu Virginia Capes i operacje w składzie floty na Morzu Karaibskim. 13 kwietnia, w czasie ćwiczeń artyleryjskich, w lewoburtowym dziale nastąpił zapłon jednego ładunku i rozniecił ogień dwóch kolejnych. Eksplozja nie nastąpiła, ale pożar spowodował duże straty. Szybka akcja zapobiegła utracie okrętu; trzech członków załogi otrzymało Medale Honoru za wyjątkowe bohaterstwo. Po naprawach w Newport News pancernik odpłynął 9 czerwca na Morze Śródziemne, skąd wrócił do Nowego Jorku 17 grudnia.
Typowe operacje floty wzdłuż wschodniego wybrzeża USA i na Karaibach w czasie następnych lat zostały przerwane przez trzęsienie ziemi w Kingston na Jamajce. Okręt udzielał pomocy ofiarom w dniach 17-19 stycznia 1907. W kwietniu wziął udział w Jamestown Exposition.
W czasie rejsu Wielkiej Białej Floty wypłynął z Hampton Roads, 16 grudnia 1907 wziął udział w przeglądzie floty przeprowadzanym przez prezydenta Theodore'a Roosevelta. Podróż dookoła kuli ziemskiej, zapoczątkowana tak uroczyście, miała pokazać światu siłę marynarki amerykańskiej, a także przekonać Kongres do inwestowania dalszych funduszy w ten rodzaj sił zbrojnych. Po odwiedzinach w portach Karaibów i wschodniego wybrzeża Ameryki Południowej flota opłynęła Horn. Następnie odwiedziła porty w Peru i Meksyku, dotarła do San Francisco, gdzie 6 maja 1908 odbyła się powitalna gala. W lipcu flota popłynęła na zachód do Honolulu na Hawajach, następnie do Nowej Zelandii, Australii i Filipin. Do Manili dotarła 2 października. Najbardziej serdeczne i przyjazne powitanie czekało okręty amerykańskie w Jokohamie. Później flota odwiedziła Xiamen w Chinach i rozpoczęła rejs powrotny. Po drodze zawinęła na Cejlon, do Suezu (przeszła przez Kanał Sueski) i do wschodnich portów śródziemnomorskich. 6 lutego 1909 opuściła Gibraltar, powróciła do Hampton Roads, gdzie 22 lutego przeszła ponowny przegląd przez prezydenta Roosevelta. Ta ważna misja dyplomatyczna i wojskowa zakończyła się znaczącym sukcesem.

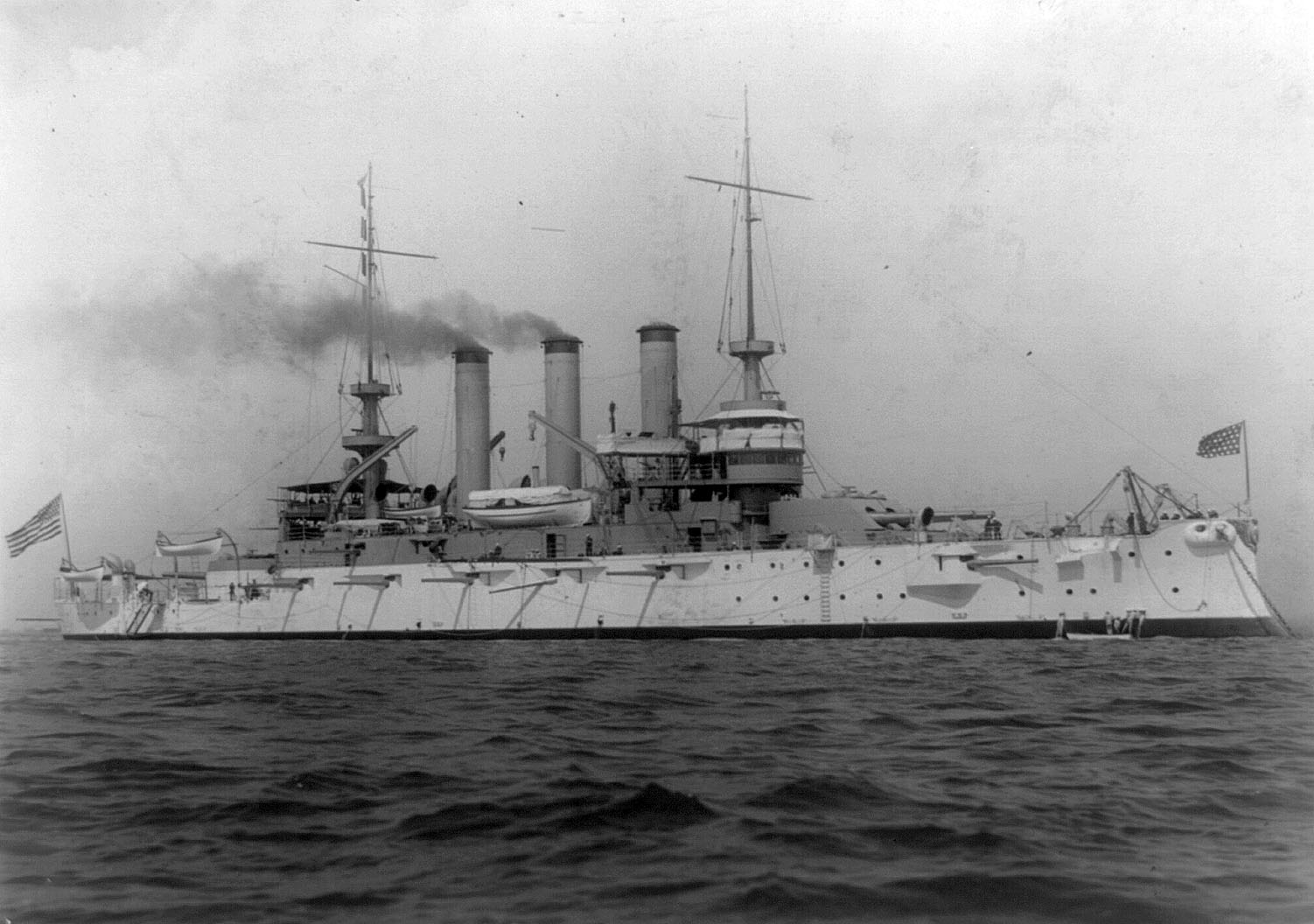
USS "Missouri" w 1906

1 maja 1910 USS Missouri został umieszczony w rezerwie w Bostonie. Wrócił do aktywnej służby 1 czerwca 1911 i wznowił operacje wzdłuż wschodniego wybrzeża USA i na Karaibach w składzie Floty Atlantyku. W czerwcu 1912 przetransportował marines z Nowego Jorku na Kubę, gdzie bronili oni amerykańskich interesów w czasie rebelii. Przez następne miesiące pancernik brał udział w szkoleniu podchorążych (ang. midshipman). 9 września 1912 w Filadelfii został wycofany ze służby.
Do aktywnej służby wrócił 16 marca 1914. Tego lata w składzie Eskadry Szkolnej (ang. Practice Squadron) odbył letni rejs z członkami United States Naval Academy do portów włoskich i angielskich. 2 grudnia 1914 wrócił do rezerwy w Filadelfii, ale został ponownie reaktywowany 16 kwietnia 1915, do szkolenia podchorążych na Karaibach i w czasie rejsu do portów kalifornijskich przez Kanał Panamski. Od 18 października 1915 był we Flocie Rezerwowej w Filadelfii, ale 2 maja 1916 wrócił do służby, by ponownie przeprowadzić szkolenia wzdłuż wschodniego wybrzeża i na Karaibach. Na zimę znowu został umieszczony w rezerwie w Filadelfii.
Po wejściu Stanów Zjednoczonych do I wojny światowej 23 kwietnia 1917 USS "Missouri" został włączony do służby i dołączył do Floty Atlantyku w Yorktown. Operował jako okręt szkolny w rejonie zatoki Chesapeake. 26 sierpnia 1917 kontradmirał Hugh Rodman podniósł swój proporzec na pancerniku, który stał się w ten sposób jednostką flagową 2 Dywizjonu Floty Atlantyku. Pancernik kontynuował szkolenie setek rekrutów w obsłudze artylerii i maszynowni.
Po podpisaniu rozejmu pancernik został przydzielony do Floty Krążowników i Transportowej (ang. Cruiser and Transport Force). 18 lutego 1919 opuścił Norfolk i udał się w pierwszą z czterech pełnych podróży pomiędzy Stanami Zjednoczonymi i Brestem. W tym czasie przewiózł 3278 amerykańskich żołnierzy z Europy na kontynent amerykański. Po raz ostatni został wycofany ze służby w Philadelphia Naval Shipyard 8 września 1919. W ramach ustaleń traktatu waszyngtońskiego został uznany za złom. 26 stycznia 1922 kupiła go firma J.G. Hitner and W.F. Cutler z Filadelfii.